# Bunea Mică, Timiș
Bunea Mică (1924: Bunea Ungurească, maghiară Bunyaszekszárd) este un sat ce aparține orașului Făget din județul Timiș, Banat, România. De la începutul anilor 90, satul este complet depopulat. Recensământul din 2002 nu a înregistrat niciun locuitor. În trecut aici a locuit o comunitate maghiară care constituia majoritatea absolută a populației.